# Mary Pix
Mary Pix (1666–1709) était une romancière et dramaturge anglaise. Les archives paroissiales indiquent qu'elle a vécu à Londres, qu'elle s'est mariée en 1684 avec George Pix, un maître tailleur de Hawkhurst, Kent. Les registres de baptême révèlent qu'elle eut deux fils, George (1689) et William (1691). Il semble que George est mort en 1690.

## Biographie

### Jeunesse
Elle est née en 1666 à Nettlebed dans l'Oxfordshire. Elle était la fille de Roger Griffith, le pasteur de l'endroit et le directeur de la Royal Latin School de 1665 à 1682. Sa mère, née Lucy Berriman, prétendait descendre de la grande famille des Wallis. Roger Griffith mourut avant 1684, mais Mary et sa mère purent continuer à vivre dans l'école après sa mort. Elle fut courtisée par Thomas Dalby, le successeur de son père, mais il partit lors de l'épidémie de variole dans la région, juste un an après le mystérieux incendie qui brûla l'école. Mary se maria, le 24 juillet 1684, à Londres à St Benet Fink, avec George Pix de Hawkhurst dans le Kent, né en 1660.
Le jeune couple s'installa dans le Kent au domicile de George. Leur premier enfant George mourut très jeune, et l'année suivante ils déménagèrent à Londres, où Mary donna naissance à un autre garçon, William.

### Dramaturge
Pendant qu'elle vivait à Londres et qu'elle avait trente ans, elle devint une auteure professionnelle grâce à une tragédie en vers blancs Ibrahim, the Thirteenth Emperor of the Turks (1696), qu'elle fit jouer au Théâtre de Dorset Garden. Elle dédia cette tragédie à l'Honorable Richard Minchall de Bourton, un voisin de sa jeunesse dans l'Oxfordshire. La même année, elle publia un roman The Inhuman Cardinal, et fit jouer une farce The Spanish Wives, qui eut un succès considérable au théâtre de Dorset Garden.
À partir de là, elle se consacra très activement à sa profession d'auteur. En 1697, elle produisit à Lincoln's Inn Fields une comédie intitulée The Innocent Mistress. Cette pièce, qui connut un grand succès, montre l'influence de Congreve sur l'auteur. Le prologue et l'épilogue furent écrits par Pierre-Antoine Motteux. Cette pièce fut suivie l'année suivante par The Deceiver Deceived, qui fut un échec et qui entraîna Mary dans une querelle. Elle accusa l'acteur George Powell d'avoir vu le manuscrit de sa pièce et de l'avoir plagié dans son Imposture Defeated.
Sa nouvelle pièce fut une tragédie, Queen Catharine, jouée à Lincoln's Inn Fields en 1698, et dont Catharine Trotter écrivit l'épilogue. Mary Pix en écrivit le prologue en rendant un chaleureux hommage à Shakespeare. The False Friend suivit en 1699 au même théâtre ; le titre de cette comédie sera emprunté trois ans plus tard par Vanbrugh.
Jusque-là, Mary Pix avait consciencieusement mis son nom sur les pages de titre ou dans les dédicaces de ses œuvres. Pourtant, la comédie The Beau Defeated, non datée et publiée anonymement en 1700, est certainement d'elle. En 1701, elle produisit une tragédie The Double Distress. John Downes lui attribua deux autres pièces, l'une d'elles étant The Conquest of Spain, une adaptation de la pièce de Rowley All's lost by lust, qui fut jouée au Queen's Theatre à Haymarket pendant six jours, puis fut imprimée anonymement en 1705. Enfin, la comédie Adventures in Madrid fut jouée au même théâtre avec, dans la distribution, Anne Bracegirdle, puis elle fut imprimée anonymement et sans date.
Beaucoup d'informations au sujet de Mary Pix sont tirées de la pièce de théâtre satirique The Female Wits ; or, the Triumvirate of Poets  (« Les Femmes d'esprit, ou le Triumvirat des poètes »), qui fut jouée en 1696 au théâtre de Drury Lane, et imprimé anonymement (signée « W. M. ») en 1704. Cette pièce caricature les trois femmes dramaturges qui réussissaient alors : Mary Pix, Catharine Trotter et Delarivier Manley. Mary Pix est dépeinte sous les traits d'une écrivaine, Mrs Wellfed (madame « Bien Nourrie »), grosse femme sociable, dotée d'un bon naturel, et « qui ne souffrirait pas le martyre de tenir à la main trois verres pleins ». Cette caricature rappelle que Mary Pix était, d'après le témoignage de ses contemporains, « assez grosse pour être la mère des Muses », et que son goût pour le vin était notoire.
Le style de Mary Pix confirme l'affirmation que, bien qu'elle eût, comme elle l'affirme dans la dédicace de Spanish Wives, une inclination naturelle vers la poésie depuis son plus jeune âge, elle n'en avait étudié d'aucune sorte. Sidney Lee, dans le Dictionary of National Biography écrit que « Mary Pix n'avait pas la moindre idée de la façon dont les vers blancs devaient être écrits, une prose pompeuse, découpée de manière irrégulière, étant son idéal de versification. » Elle a pourtant connu la réussite dans sa vie professionnelle. La plupart de ses pièces eurent une bonne réputation parmi le public. Ses tragédies furent plutôt populaires, car elle parvenait à mélanger beaucoup d'action avec des scènes d'amour attendrissantes. Mais ses meilleures œuvres sont ses comédies, vives, pleines d'intrigues multiples, de chansons, de danses et de travestissements. An Encyclopaedia of British Women Writers (1998) indique :
Des mariages forcés ou malheureux apparaissent fréquemment dans ses comédies. Pix n'écrit pourtant pas de polémiques contre le mariage forcé, elle l'utilise au contraire comme un mécanisme de l'intrigue, pour présenter de façon sentimentale la personne qui le subit. Parfois cette personne est sauvée et se remarie de façon plus satisfaisante.
Beaucoup de ses écrits n'ont pas été collectés de son vivant, ni n'ont été réimprimés ensuite. Aussi certains d'entre eux sont devenus excessivement rares. Une tragédie anonyme, The Czar of Muscovy, publiée en 1702, une semaine après sa pièce The Double Distress, lui a été attribuée, alors qu'il n'existe aucune preuve qu'elle soit bien d'elle. Morgan souligne que «jusqu'à la fin de cette période, le nom de l'auteur ne figurait pas toujours sur les affiches des spectacles, et n'était pas toujours inscrit sur les pièces imprimées. Cela était ainsi facile pour les dramaturges femmes de cacher leur identité, afin d'être plus facilement acceptées par les auditoires plutôt conservateurs.
Peu des dramaturges femmes de l'époque de Mary Pix avaient des antécédents liés au théâtre, et aucune n'était issue d'un milieu aristocratique : Mary Pix et ses contemporaines avaient peu en commun les unes avec les autres, à part de venir des classes moyennes et d'aimer la littérature.
À l'époque de Mary Pix, « l'idéal de l'unique soutien de famille n'était pas encore devenu dominant », alors que, pour les familles du XVIIIe siècle, il était normal que la femme reste au foyer, pour s'occuper des enfants, de la maison et des domestiques. Dans l'Angleterre de la Restauration, mari et femme travaillaient ensemble dans des entreprises familiales, et se soutenaient mutuellement. Les dramaturges femmes gagnaient autant que leurs collèges hommes.

## Œuvres
Pix écrivit un roman et huit pièces. Quatre autres pièces, publiées anonymement, lui sont généralement attribuées.

### Roman
- The Inhumane Cardinal, or, Innocence Betrayed (1696)

### Pièces de théâtre
- Ibrahim, the Thirteenth Emperor of the Turks, tragédie (1696)
- The Spanish Wives, farce (1696)
- The Innocent Mistress, comédie (1697)
- The Deceiver Deceived, comédie (1697)
- Queen Catharine, or, The Ruines of Love, tragédie (1698)
- The False Friend, or, the Fate of Disobedience, tragédie (1699)
- The Beau Defeated, or, the Lucky Younger Brother, comédie (1700). Certains catalogues l'attribuent à Henry Barker.
- The Double Distress, tragédie (1701)
- The Czar of Muscovy, tragédie (1701), attribué à Pix bien qu'il ne soit pas publié à son nom
- The Different Widows: or, Intrigue All-A-Mode (1703), attribué à Pix
- The Conquest of Spain, tragédie (1705), attribué à Pix
- The Adventures in Madrid, comédie (1706) attribué à Pix.